# 馬斯基根海茨
馬斯基根海茨（英語：Muskegon Heights）是一個位於美國密歇根州馬斯基根縣的城市。

## 人口
根據2020年美國人口普查的數據，馬斯基根海茨的面積為8.25平方千米，當中陸地面積為8.25平方千米，而水域面積為0.00平方千米。當地共有人口9917人，而人口密度為每平方千米1,202人。